# 山田和利

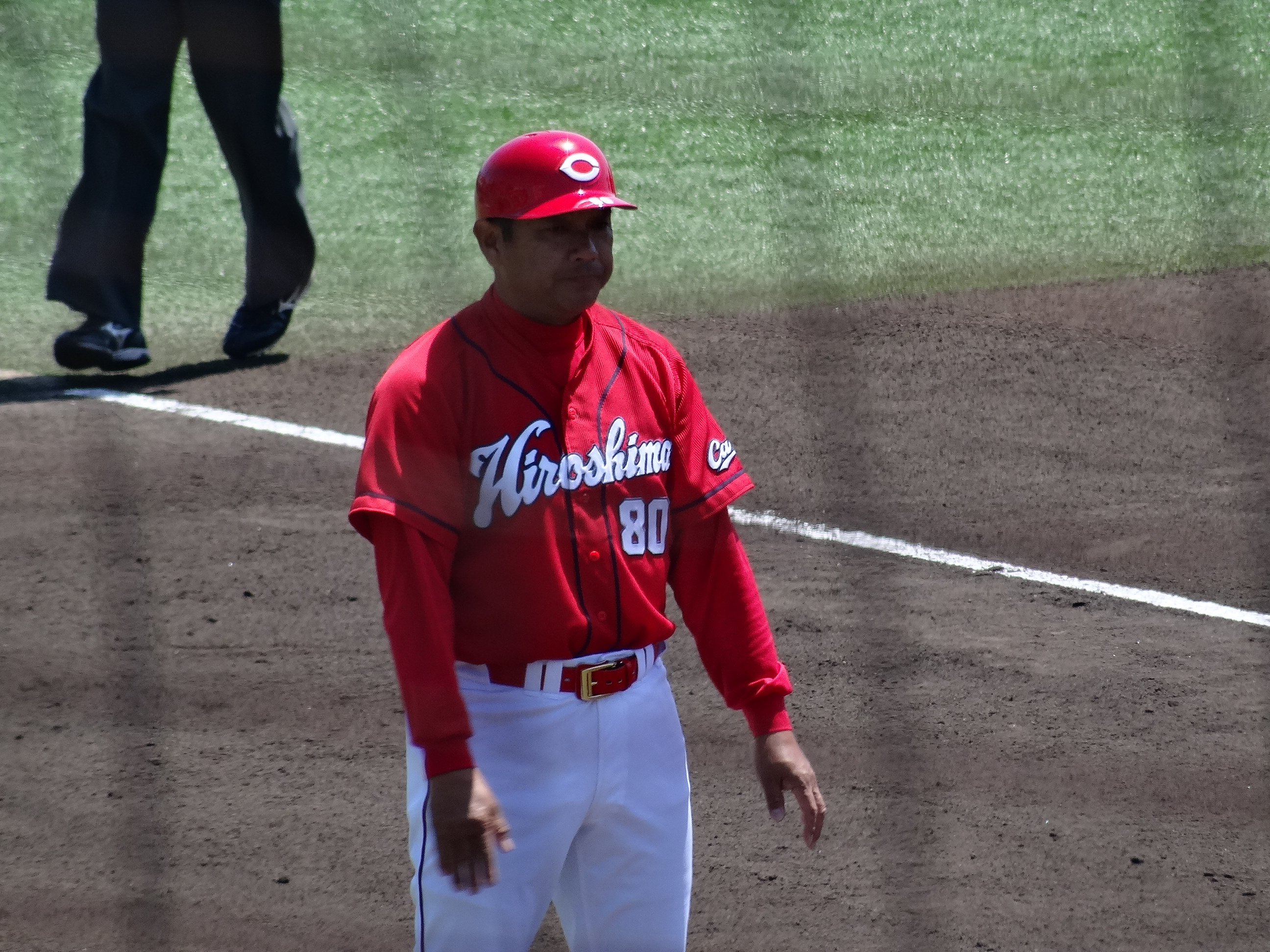
2015年5月5日 神戸第二サブ球場で撮影。

山田 和利（やまだ かずとし、1965年6月3日 - ）は、愛知県名古屋市中村区出身の元プロ野球選手（内野手、外野手）、コーチ。

## 経歴
東邦高から、1983年のプロ野球ドラフト会議で中日ドラゴンズから4位指名を受け入団。
レギュラーには定着できなかったものの、1988年には立浪和義の控えではあるが、主に遊撃手として起用され82試合に出場した。広島戦では津田恒実からプロ初のサヨナラ適時打を放った。
1991年、長嶋清幸とのトレードで音重鎮と共に広島東洋カープに移籍。
1992年には、5月から三塁手、一塁手として起用され、8月には故障欠場の正田耕三に代わり二塁手、二番打者に定着する。同年は82試合に先発出場を果たす。
1995年には、開幕前に故障したルイス・メディーナに代わり音重鎮と共に一塁手での起用が増え、前田智徳が故障後に音が外野での起用が増えた関係で一塁の定位置を獲得(この年一塁ではチームトップの70試合に出場)。外野手も兼ねてキャリアハイの活躍でチームの2位躍進に貢献するが、シーズン終盤には故障で離脱した。
1996年に中日で星野仙一が監督に復帰すると、若林隆信とのトレードで再び音重鎮とともに中日に復帰したが、故障によりその年限りで引退した。
1997年よりコーチに転身し、二軍打撃コーチに就任する。
1998年は一軍内野守備・走塁コーチ。
1999年から2001年にかけては一軍打撃コーチを務める。
2002年と2003年は二軍内野守備・走塁コーチ。
2004年は二軍野手総合チーフコーチを歴任した。
2005年からは中日のフロント入りとなった。
2011年は在籍経験のあった広島の二軍守備・走塁コーチを務めた。
2012年からは広島のフロントに入り球団編成を担当していた。
2015年からは再び広島の二軍守備・走塁コーチを務めることになった。4年ぶりの現場復帰。2021年まで務めた。

## 選手としての特徴・人物
中日時代は内野全ポジションを堅実に守り、さらに外野までこなすユーティリティープレイヤーとして活躍。広島移籍後は持ち前の俊足・堅守に加え、小技と強打を兼ね備えた打者として変貌を遂げる活躍を見せた。
入団時の背番号は33であったが、30番を着けていた郭源治がリーグを代表する投手であった江川卓と同じ番号であることを拒んで交換することとなった。
夫人との間に一男一女がおり、長男は俳優の山田裕貴、長女はモデルの山田麻生。親子仲が良く、子供が出演するテレビ番組はチェックしているという。

## 詳細情報

### 年度別打撃成績
| 年 度     | 球 団     | 試 合 | 打 席 | 打 数 | 得 点 | 安 打 | 二 塁 打 | 三 塁 打 | 本 塁 打 | 塁 打 | 打 点 | 盗 塁 | 盗 塁 死 | 犠 打 | 犠 飛 | 四 球 | 敬 遠 | 死 球 | 三 振 | 併 殺 打 | 打 率 | 出 塁 率 | 長 打 率 | O P S |
| --------- | --------- | ----- | ----- | ----- | ----- | ----- | -------- | -------- | -------- | ----- | ----- | ----- | -------- | ----- | ----- | ----- | ----- | ----- | ----- | -------- | ----- | -------- | -------- | ----- |
| 1986      | 中日      | 1     | 1     | 1     | 0     | 0     | 0        | 0        | 0        | 0     | 0     | 0     | 0        | 0     | 0     | 0     | 0     | 0     | 0     | 0        | .000  | .000     | .000     | .000  |
| 1987      | 中日      | 12    | 22    | 21    | 1     | 5     | 0        | 0        | 0        | 5     | 2     | 1     | 0        | 0     | 0     | 0     | 0     | 1     | 4     | 0        | .238  | .273     | .238     | .511  |
| 1988      | 中日      | 82    | 177   | 153   | 28    | 41    | 5        | 4        | 2        | 60    | 7     | 10    | 8        | 14    | 0     | 9     | 0     | 1     | 33    | 0        | .268  | .313     | .392     | .705  |
| 1990      | 中日      | 29    | 51    | 40    | 3     | 8     | 1        | 0        | 0        | 9     | 3     | 1     | 2        | 5     | 0     | 6     | 1     | 0     | 13    | 0        | .200  | .304     | .225     | .529  |
| 1991      | 広島      | 6     | 10    | 10    | 1     | 2     | 0        | 0        | 0        | 2     | 1     | 0     | 0        | 0     | 0     | 0     | 0     | 0     | 2     | 0        | .200  | .200     | .200     | .400  |
| 1992      | 広島      | 93    | 335   | 266   | 44    | 75    | 10       | 0        | 8        | 109   | 29    | 6     | 2        | 20    | 2     | 42    | 1     | 5     | 60    | 1        | .282  | .387     | .410     | .797  |
| 1994      | 広島      | 49    | 87    | 70    | 11    | 14    | 2        | 0        | 0        | 16    | 7     | 1     | 0        | 6     | 1     | 10    | 1     | 0     | 18    | 2        | .200  | .296     | .229     | .525  |
| 1995      | 広島      | 94    | 343   | 304   | 31    | 82    | 15       | 1        | 12       | 135   | 53    | 2     | 5        | 7     | 1     | 26    | 0     | 5     | 67    | 7        | .270  | .336     | .444     | .780  |
| 通算：8年 | 通算：8年 | 366   | 1026  | 865   | 119   | 227   | 33       | 5        | 22       | 336   | 102   | 21    | 17       | 52    | 4     | 93    | 3     | 12    | 197   | 10       | .262  | .341     | .388     | .729  |

### 記録
初記録
- 初出場：1986年5月25日、対読売ジャイアンツ7回戦（ナゴヤ球場）、5回裏に鹿島忠の代打として出場
- 初先発出場：1987年10月6日、対阪神タイガース24回戦（阪神甲子園球場）、8番・三塁手として先発出場
- 初安打：同上、4回表に猪俣隆から
- 初盗塁：同上、4回表に二盗（投手：猪俣隆、捕手：木戸克彦）
- 初打点：1987年10月7日、対阪神タイガース25回戦（阪神甲子園球場）、2回表にマット・キーオから2点適時打
- 初本塁打：1988年6月18日、対読売ジャイアンツ12回戦（ナゴヤ球場）、7回裏に都裕次郎の代打として出場、桑田真澄からソロ

### 背番号
- 33（1984年 - 1985年）
- 30（1986年 - 1989年）
- 16（1990年）
- 25（1991年 - 1995年）
- 7（1996年）
- 95（1997年 - 2003年）
- 85（2004年）
- 81（2011年）
- 80（2015年 - 2021年）